# Anzaldo
Anzaldo, oficialmente Villa Anzaldo, es un municipio y localidad de Bolivia, ubicada en la provincia de Esteban Arze en el departamento de Cochabamba. La cabecera homónima del municipio está ubicada territorialmente a 62 km al sudeste de la ciudad de Cochabamba, situada entre las coordenadas geográficas entre los paralelos 17°46′46″ de latitud sur y 65°55′56″ de longitud oeste. El municipio tiene una población de 9126 habitantes, según el censo INE 2012, y una superficie de 542 km².

## Demografía
De acuerdo con el censo boliviano de 2024, la población del municipio de Anzaldo es de 7 322 habitantes.
La población del municipio disminuyó aproximadamente una cuarta parte entre 1992 y 2024:
| Año  | Habitantes (municipio) | Fuente |
| ---- | ---------------------- | ------ |
| 1992 | 9807                   | Censo  |
| 2001 | 9126                   | Censo  |
| 2012 | 7192                   | Censo  |
| 2024 | 7322                   | Censo  |

## Economía
La economía de Anzaldo se basa en la alta producción agropecuaria como ser la papa, trigo, maíz, cebada, entre otros productos. En sus cercanías se encuentra el parque nacional Toro Toro, un área protegida natural, del cual Anzaldo es usado como una parada para los turistas que visitan esta atracción.

## Topografía
El territorio consiste de una serie de cadenas montañosas intercaladas por valles, con alturas entre los 2000 m.s.n.m y 3175 m s. n. m. (cerro Quisu Quisu); la localidad de Anzaldo queda en un valle a una altura de 3000 ms.n.m.
La precipitaciones promedio anual no sobrepasan los 400 milímetros, concentrados en los meses de diciembre y marzo.

## Transporte
La infraestructura caminera es deficiente únicamente en el camino Cliza con Anzaldo y continua luego a la comunidad de La Viña en el Valle del Río Caine se encuentra en buen estado.

## Atractivos
En el extremo sur del municipio de Anzaldo, cerca del límite con el departamento de Potosí se encuentran docenas de huellas de dinosaurios, las más pequeñas de unos 30 centímetros de longitud, el doble de grandes las mayores. Estas datan de hace 82 millones de años, hechas por un grupo de hadrosauridaes. Las huellas se llegan sólo a pie y luego de varias horas de marcha desde la comunidad de Huajini, por donde pasa un camino vecinal.